# Stanisław Jagodyński
Stanisław Serafin Jagodyński (Jahodyński) (ur. w końcu 1594 lub w pierwszej połowie 1595, zm. najpóźniej w 1644) – polski poeta.
Syn ubogiego szlachcica ze Żmudzi herbu Korwin. Prawdopodobnie od 1606 do 1613 był studentem Akademii Wileńskiej; przypuszczalnie na tenże czas przypada jego debiut literacki. Przez kilka następnych lat przebywał w Wilnie lub okolicy. W połowie 1619 r. zapisał się na studia prawnicze w Krakowie, które ukończył w 1620 r. ze stopniem iuris utriusque consultus. Możliwe, że równocześnie był preceptorem Kazimierza Stanisława Wolskiego, syna kasztelana witebskiego, Mikołaja. Podróżował do Włoch na studia, jednocześnie będąc na usługach możnych rodów litewskich; posługiwał się biegle językiem włoskim. W grudniu 1620 wpisał się na wydział prawny Uniwersytetu w Padwie, Po raz drugi wyjechał do Padwy w 1622 r. jako opiekun Piotra Woyny. Tego roku został tam obrany pierwszym asesorem nacji polskiej. 3 lutego 1625 r. był świadkiem wizyty Władysława Wazy we Florencji i wystawionej dla królewicza opery "Wybawienie Ruggiera...". 1 marca immatrykulował się na Uniwersytecie w Bolonii. Po powrocie do kraju lata 1627–1628 spędził na dworze biskupa krakowskiego, Marcina Szyszkowskiego. Z nadania króla w 1634 r. stał się właścicielem trzech kaduków (majętności po bezpotomnych mieszczanach kazimierskich. Pod koniec życia osiadł pod Krakowem. W 1637 odstąpił bratu Krzysztofowi majętność Nowosady (powiat nowogródzki).
Jego zainteresowania obejmowały – poza poezją – paremiografię, heraldykę, i kaligrafię.

## Twórczość
- Epitimia J.W. Pana Jarosza Wołłowicza... od najuniżeńszego sługi a błahego poety ... za szczodry wieczór ofiarowana. Wilno, 1613.
- Syzygia praenobilium ... coniugium ... Christophori Chalecki et Mariae ... Stuoebichin ...decanatata. Wilno, 1613.
- Nymfice (na wesele) Aleksandra Chaleczkiego z Magdaleną Woynianką. Wilno, 1617.
- Grosz. B.m., 1618.
- Dworzanki. Kraków, 1621. Edycja krytyczna: Stanisław Serafin Jagodyński, Dworzanki, oprac. R. Krzywy, Warszawa 2016, ISBN 978-83-64003-71-4.
- Maszkary mięsopustne i powszechne, przy tym kłoda popielcowa... białymgłowom ku obronie i ozdobie, męskim rozumom ku... zabawie wybrana i wydana. Kraków, ok. 1622.
- Pieśni katolickie. Kraków, 1638.
- Kalligraphia abo cancellaria.. Ma w sobie discurs, epigrammata, reguły dobrego pisania. Kraków, 1695.